# Яскевич, Александр Семёнович
Александр Семёнович (Алесь) Яскевич (бел. Алесь (Аляксандр Сямёнавіч) Яскевіч; род. 1934) — советский и белорусский литературовед, критик, библеист. Доктор филологических наук (1992). Профессор (2008). Член Союза писателей СССР (1966).

## Биография
Родился 12 июня 1934 года в крестьянской семье в деревне Ушаки Чериковского района Могилёвской области Белорусской ССР.
В 1953 году окончил Славгородскую среднюю школу, затем — отделение журналистики Белорусского государственного университета имени В. И. Ленина (1953—1958). В 1961—1964 годах учился в аспирантуре при Институте литературы им. Я. Купалы Академии наук Белорусской ССР. В 1965 году защитил кандидатскую диссертацию (Институт литературы и искусства Академии наук Белорусской ССР; «Праблема стылю беларускай прозы ранняга перыяду»). В 1992 году защитил докторскую диссертацию (Институт литературы имени Я. Купалы Академии наук Белорусской ССР; «Ритмическая организация художественного текста»).
Работал в газете «На страже Октября» (1958—1961). С 1964 года — научный сотрудник, в 1992—2008 годах — главный научный сотрудник Института литературы имени Янки Купалы Академии наук Белорусской ССР. Принимает участие в работе Библейской комиссии Белорусского православного экзархата.

## Научная деятельность
С публицистическими статьями и сообщениями начал выступать в печати В 1957 г. с критическими статьями и рецензиями В 1958 г. В поле зрения А. Яскевича - многие аспекты истории и теории литературы, традиции и новаторство, становление национального классического стиля («Нараджэнне новага мастацтва», 1980 г., в соавторстве; «Карані маладога дрэва», 1967 г.), психология творчества и индивидуальности писателя («Грані майстэрства», 1974 г.), структура прозаического и стихотворного произведения («Ад слова — да вобраза», 1968 г.; «У свеце мастацкага твора» 1977 г.), проблемы литературной методологии, перевода с близкамовных литератур, аналитической переводческой концепции («Выхад за круг», 1985). Новаторски написано исследование А. Яскевича «Станаўленне беларускай мастацкай традыцыі» (1987), где прослежены генезис современного белорусского литературы, в новом свете показано взаимодействие литературы и фольклора. Выступает в периодической печати с проблемами статьями по вопросам развития белорусского литературы. Разрабатывает новые экспериментальные подходы в исследовании ритма поэзии и прозы («Рытмічная арганізацыя мастацкага тэксту», 1991). Специализируется также в области скоринознавство и библеистики.